# Microcystine

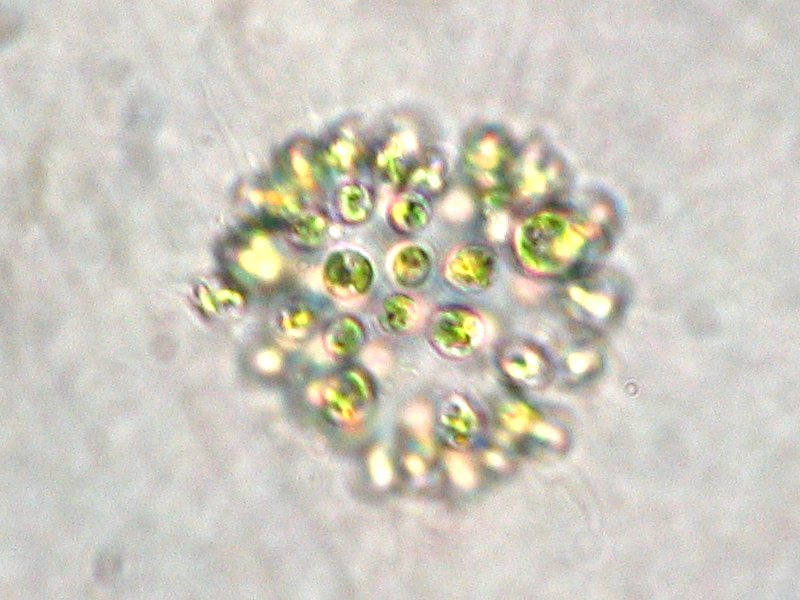
Microcystis aeruginosa

Microcystine is een voor de mens zeer giftige stof die voornamelijk voorkomt in blauwalgen en kan vrijkomen bij het afsterven van deze bacteriën. De stof is genoemd naar zulke bacterie: de microcystis aeruginosa. Maar niet alleen Microcystis aeruginosa produceert microcystines, onder andere ook Anabaena, Planktothrix agardhii en Nostoc, en nog vele anderen(Zaccaroni, A. and Scaravelli, D.; 2008).
Microcystines zijn een groep van cyclische heptapeptides, bestaande uit twee aminozuren die voorkomen in proteïnen, en vijf andere aminozuren. Voorbeelden van ingebouwde aminozuren zijn arginine (R) en leucine (L) in microcystine LR. Microcystines zijn zeer stabiel in water alsook bij hoge en lage temperaturen dankzijn hun ringstructuur. 
Microcystines kunnen de groei van kankers (in de lever) en andere kwalen bevorderen.

## Voorbeelden en hun gevaar
- Microcystine LR - inhibitor van fosfatase type 1 en 2A
- Microcystine RR - inhibitor van fosfatase type 2A, minder toxisch dan microcystine LR
- Microcystine LA - inhibitor van fosfatase type 2 en type 3, minder type 1
- Microcystine YR - inhibitor van fosfatase type 1 en type 2A